# Lasioglossum pernitens
Lasioglossum pernitens är en biart som först beskrevs av Cockerell 1934.  Lasioglossum pernitens ingår i släktet smalbin, och familjen vägbin. Inga underarter finns listade i Catalogue of Life.